# Suzuki RME
La Suzuki RME o Valenti Racing RME è una categoria di motocicletta con motore a due tempi della casa motociclistica Suzuki che una volta importate in Italia vengono preparate dall'importatore Valenti Racing per l'enduro europeo.
Questo motociclo viene spesso confuso con il Suzuki RMX, che ha un nome simile, ma che non è per uso agonistico e adotta soluzioni diverse, più improntate per l'uso pratico.
Le RME, dotate di motore a due tempi, sono state costruite in versione 50, 125, 250 cm³. La Versione 50, non presente nella versione Cross, ha il motore 41x37,8 mm e carburatore Mikuni VM 18 SS ed è stata prodotta dal 1995 al 2002.
Le moto dopo essere importate vengono omologate con un nuovo impianto elettrico in grado di fornire energia alle luci e al clacson, poi viene sostituito lo scarico non catalitico con uno che rispetti le norme antinquinamento, la ruota posteriore passa da 19 pollici a 18 ottenendo così le RME (RM + E di Enduro).